# Carl Frei

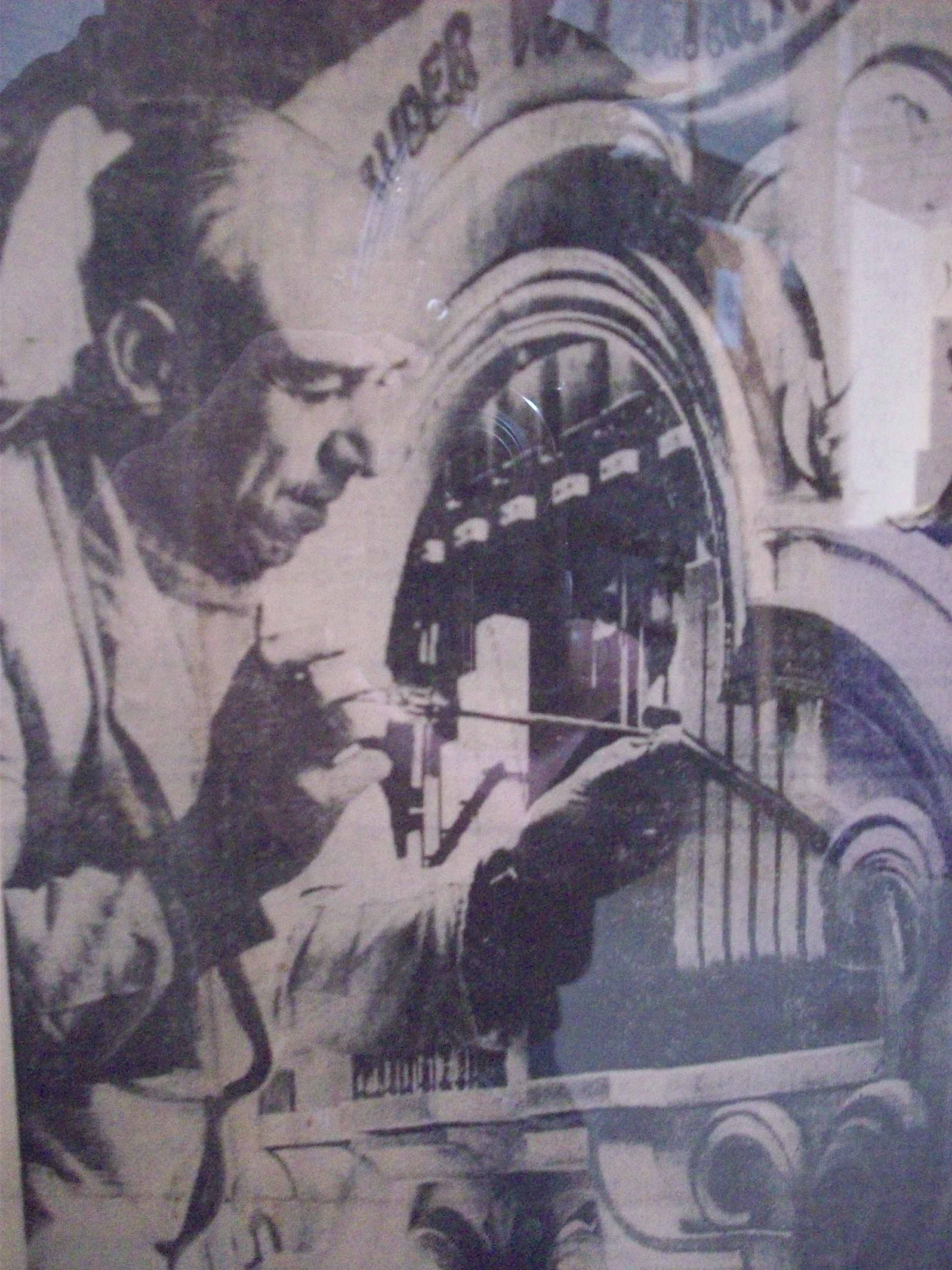
Carl Frei jr. verricht onderhoud aan een orgel

Carl Frei (Schiltach, 4 april 1884 – Waldkirch, 10 mei 1967) was een Duits orgelbouwer, componist en muziekarrangeur. Hij had van 1920 tot 1945 een bedrijf in Breda dat straatdraaiorgels en kermisorgels bouwde en verbouwde.

## Levensloop
Carl Frei werd geboren in Schiltach en studeerde daar muziek vanaf een jonge leeftijd. Op 9-jarige leeftijd studeerde hij harmonie en contrapunt op de Waldkirchse muziekacademie. Vanaf zijn 14e jaar was hij werkzaam bij bekende orgelfabrieken, zoals Bruder, Gavioli, Mortier en De Vreese in Waldkirch, Antwerpen en Parijs.
Na het einde van de Eerste Wereldoorlog besloot Frei naar het Nederlandse Breda te verhuizen om daar een eigen draaiorgelbedrijf te starten en vestigde zich als orgelbouwer, componist en muzieknoteur. Het was Carl Frei die de meeste oude Franse en Belgische orgels verbouwde en ze daarbij de klank gaf die nu typerend is voor de straatorgels in Nederland.
Bij het zoeken naar een register dat de oude, kwetsbare clarinet- en vox humanaregisters zou kunnen vervangen ontwikkelde hij een nieuw register, dat bestond uit twee rijen gestopte pijpen met zeer helder klankkarakter, waarvan de ene rij een klein beetje hoger gestemd werd dan de andere. Hij noemde dit register ”bourdon celeste”. Als eerste plaatste hij deze innovatie in draaiorgel "De Cello". Dit geluid werd al spoedig geliefd bij een groeiende schare orgelliefhebbers, het glasachtig heldere geluid van de bourdon wordt tegenwoordig door luisteraars als typisch voor een Nederlands straatorgel beschouwd. Naast de grote verdiensten die Frei als arrangeur en componist is hij vooral beroemd geworden door het introduceren van deze nieuwe klankstructuur in de Nederlandse draaiorgels.
Behalve het verbouwen van de oude orgels begon Carl Frei nieuwe orgels te verbouwen volgens dit principe. De grootste daarvan, met 90 toetsen. waren ware “straatkastelen”. Vele daarvan bestaan nog, geliefd bij velen in binnen- en buitenland.
Na de Tweede Wereldoorlog vertrok hij terug naar Duitsland. Daar zette hij zijn bedrijf voort. Frei stierf in 1967, zijn zoon (Carl Frei jr) zette het bedrijf voort, tot zijn dood in 1997.

## Composities
Hieronder een aantal stukken die door Carl Frei gecomponeerd en gearrangeerd werden:
- Albert Schweitzer marsch (1956)
- Amsterdamse jongens mars
- Amsterdamse mars (1927)
- Asta Nielsen Waltz
- Aubadewalzer (1923)
- Beekje serenade
- Blumen serenade (1932)
- Bredase Jongens mars
- Burgerwacht mars (1938)
- Cara Mia walzer
- Cilinderwals (1927)
- Cinema Royal marsch (1919)
- Concertwals
- Corso mars (1935)
- Der Fidele Harmonikaspieler marsch (1932)
- Die alte Garde marsch (1934)
- Ein Kuss in Ehren kann niemand verwehren (1906)
- Emil Jannings mars (1933)
- Engelse serenade
- Erinnerungen an Breda
- Fest im Takt marsch
- Freiheits marsch
- Freundschafts marsch
- Friedensglocken marsch (1919)
- Friedrichs marsch
- Für Marion
- Geburtstag serenade (1927)
- Goudamars
- Gouden Hart Serenade (1930)
- Grüss an Breda mars
- Grüss an Den Haag mars (1936)
- Grüss an Holland mars
- Haagse Hopjes mars
- Hans Albers mars
- Hommerson mars (1929)
- Huzaren-attack marsch
- Italiaanse serenade
- Im Kinematograph marsch (1935)
- Juli serenade (1933)
- Kleine Hollandse Jongens mars (1935)

- Korfbal mars
- Kronprinz marsch
- Kunkels Autobahn marsch (1926)
- Lachendes Mädchen (1938)
- Leve het pierement mars
- Liefdesdroom Serenade
- Louis Holvoet mars
- Ludovico Gavioli marsch (1934)
- Mai serenade (1929)
- Mandoline serenade
- Max Schmeling marsch
- Möhlmann-Warnies mars
- Molto Vivace marsch
- Mooi Amsterdam mars (1936)
- Mutterlied (1944)
- Nachtfluit serenade (1929)
- Oranjemars
- Podkoromoje mars (Russische mars) (1918)
- Pola Negri marsch
- Prins Bernhard mars
- Raupenbahnmars
- Schwarzwälder Bub’n marsch (1956)
- Schwarzwald serenade
- Serenade nr. 1 (1925)
- Serenade nr. 2 (1925)
- Serenade nr. 3
- Serenade nr. 4 (1927)
- Serenade nr. 5
- Serenade nr. 6
- Serenade nr. 7
- Serenade nr. 8 (1928)
- Serenade nr. 9
- Serenade nr. 10
- Serenade nr. 11
- Serenade nr. 12
- Serenade nr. 13
- Serenade nr. 14
- Serenade nr. 15
- Serenade nr. 16

- Shimmy Palace walzer
- Sint Nicolaaswals no. 1 (1928)
- Sint Nicolaaswals no. 2 (1929)
- Sint Nicolaaswals no. 3 (1930)
- Sint Nicolaaswals no. 4 (1932)
- Spanien marsch (1933)
- Spanischer Reiter marsch (1935)
- Stresemann marsch (De Negentigermars)
- Tesoro Mio wals
- Verboden Wals (1927)
- Vlaamse serenade no. 1
- Vlaamse serenade no. 2
- Vlaamse serenade no. 3
- Vlaamse serenade no. 4
- Voetbalmars
- Völkerbund Marsch
- Vrolijke Muzikanten Wals
- Walspotpourri nr. 1 (1929)
- Walspotpourri nr. 2 (1930)
- Weisse Rosen serenade (1934)
- Wilder Wind Galopp
- Wolkenkratzer marsch (1930)
- Yo yo wals (1930)
- Zeehelden mars

## Fotogalerij

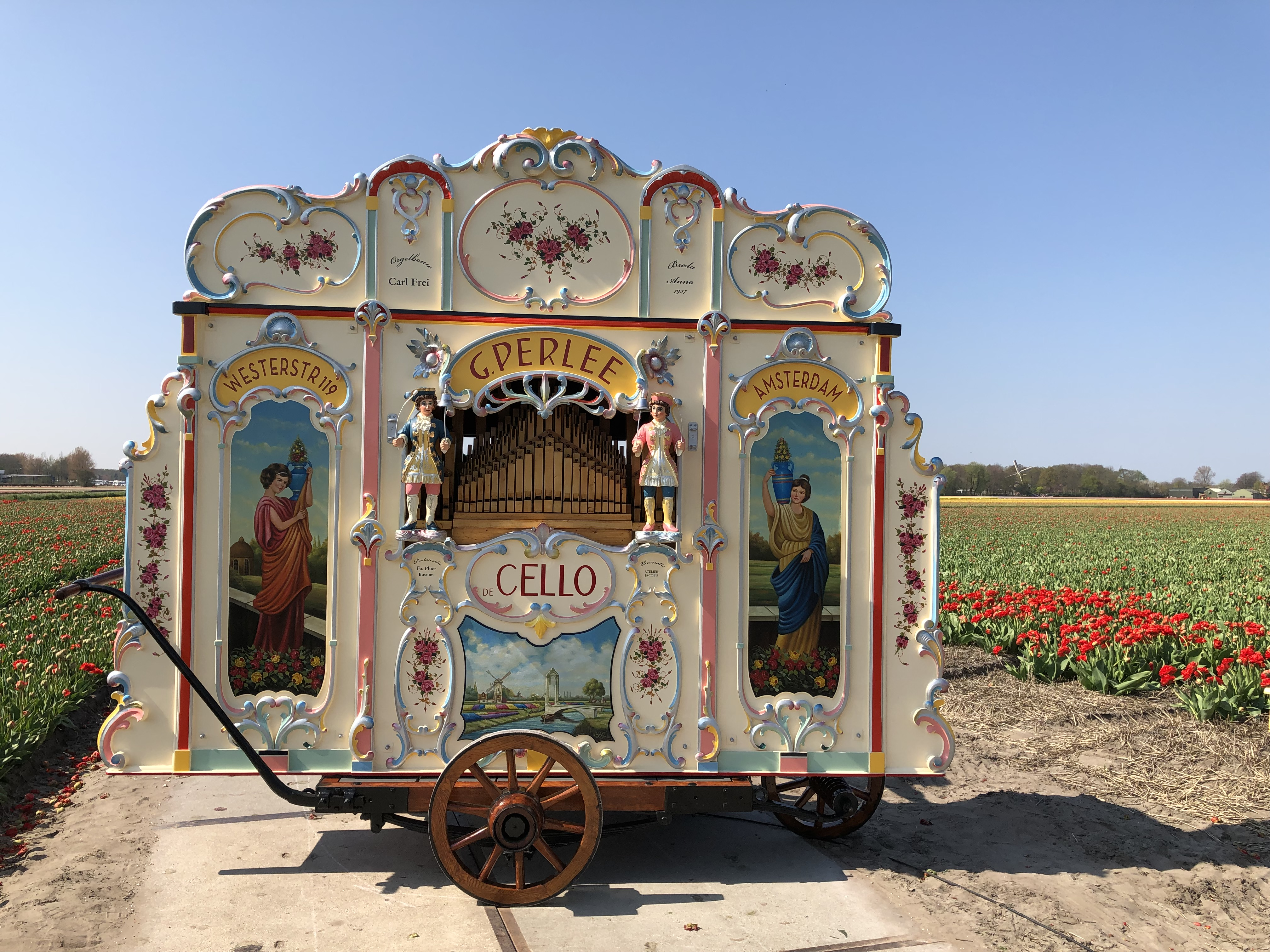
Origineel Carl Frei Draaiorgel De Cello, 63-toets uit 1926. Het eerste draaiorgel met het door Carl Frei geïntroduceerde 'bourdon celeste' register. Het zou een sensatie worden en is later op vrijwel alle draaiorgels toegepast.
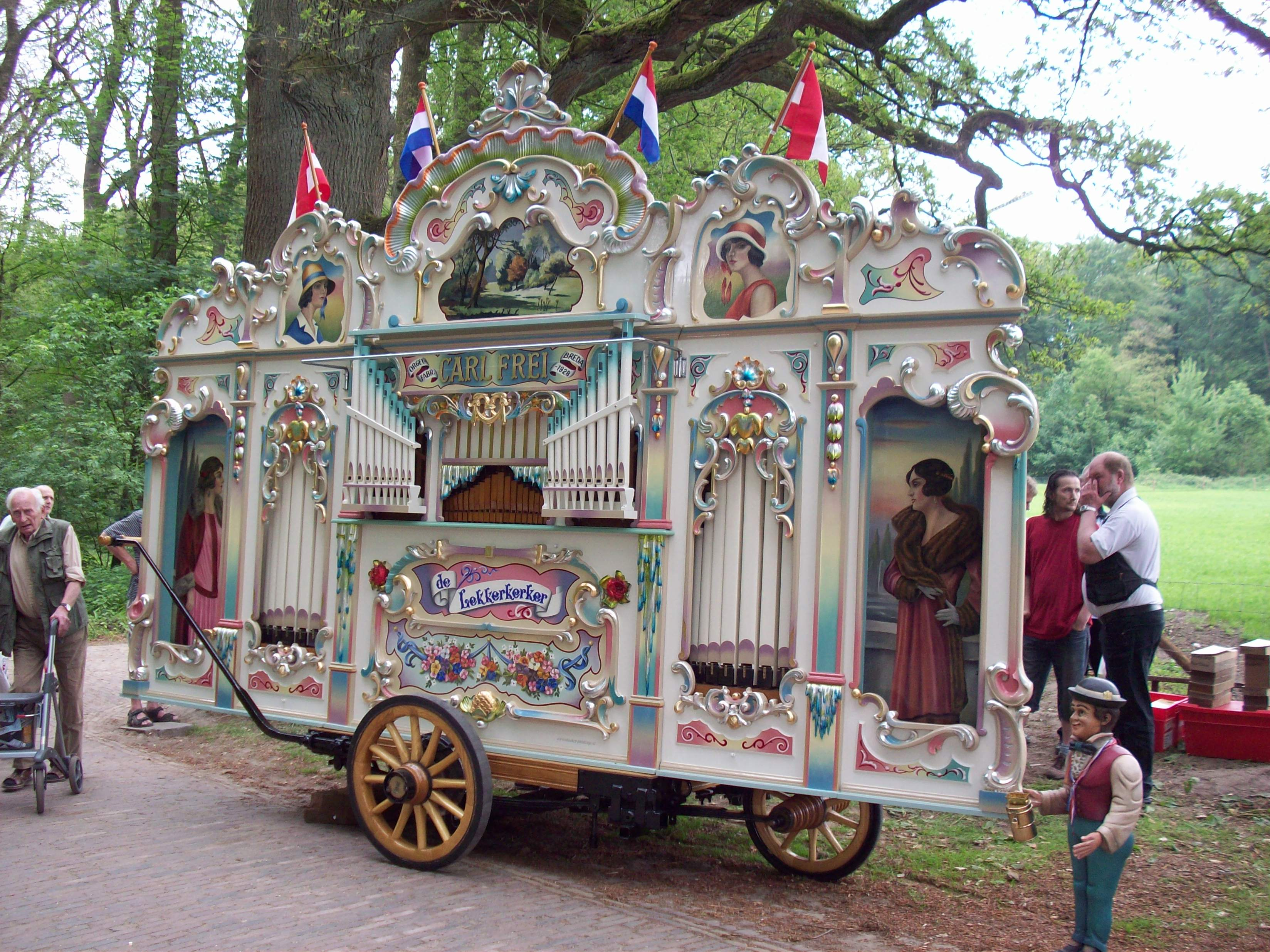
Draaiorgel "de Lekkerkerker" is een Nederlands straatorgel dat in 1928 door Carl Frei werd gebouwd. Het orgel telt 90 toetsen.

Jürgen Ahrend · Johann Bätz · Heinrich Andreas Contius · Familie Gilman · Friedrich Fleiter · Carl Frei · Heinrich Hermann Freytag · Joseph Gabler · Rudolf Garrels · Gottfried Silbermann · Gerhard Grenzing · Albertus Antoni Hinsz · Bartelt Immer · Hans Henny Jahnn · Ludwig König · Hinrich Just Müller · Christian Müller · Carl Friedrich August Naber · Paul Peuerl · Georg Heinrich Quellhorst · Joachim Richborn · Arnold Rohlfs · Conradus Ruprecht II · A. Ruth und Sohn · Wilhelm Rütter · Arp Schnitger · Hans Wolff Schonat · Ernst Seifert · Andreas Silbermann · Friedrich Stellwagen · Johannes Stephanus Strümphler · Hans Suys · Johannes Wilhelmus Timpe · Welte-Mignon · Johann Friedrich Wenthin · Christian Gottlieb Friedrich Witte
- Catàleg d'autoritats de noms i títols de Catalunya: 981058525927206706
- Gemeinsame Normdatei: 1018612807
- International Standard Name Identifier: 0000 0003 6701 6202
- MusicBrainz: 0524a68a-4ef4-40a4-8ff8-e44a11fbe75b
- Nationale Bibliotheek van Tsjechië: xx0277915
- Nederlandse Thesaurus van Auteursnamen: 380456044
- Virtual International Authority File: 231357973
- WorldCat: E39PBJymtXqTYQmxJyf4MVvrbd